# Episodi di Make It Pop (seconda stagione)
La seconda stagione della serie televisiva Make It Pop è andata in onda negli Stati Uniti d'America dal 4 gennaio 2016 al 29 gennaio 2016.
In Italia è stata trasmessa su TeenNick dal 3 aprile 2017 al 19 aprile 2017 e in chiaro su Super! dal 17 aprile 2017 al 28 aprile 2017.
| nº | Titolo originale      | Titolo italiano          | Prima TV USA    | Prima TV Italia |
| -- | --------------------- | ------------------------ | --------------- | --------------- |
| 1  | Think                 | Nuovi progetti           | 4 gennaio 2016  | 3 aprile 2017   |
| 2  | Robomania             | Robomania                | 5 gennaio 2016  | 4 aprile 2017   |
| 3  | My Way or the Highway | Nessuno è perfetto       | 6 gennaio 2016  | 5 aprile 2017   |
| 4  | Oh, Boys              | Ah, i maschi!            | 7 gennaio 2016  | 6 aprile 2017   |
| 5  | Potato Power          | Il Think Fest            | 8 gennaio 2016  | 7 aprile 2017   |
| 6  | The Mirror            | Lo specchio              | 11 gennaio 2016 | 10 aprile 2017  |
| 7  | It's a Twin Thing     | Cose da gemelle          | 12 gennaio 2016 | 11 aprile 2017  |
| 8  | Fashion 911           | Un fashion show musicale | 13 gennaio 2016 | 12 aprile 2017  |
| 9  | Spring Fling          | Il ballo di primavera    | 14 gennaio 2016 | 15 aprile 2017  |
| 10 | Submission Impossible | Iscrizione impossibile   | 15 gennaio 2016 | 16 aprile 2017  |
| 11 | Scuttlebutt           | Voci di corridoio        | 19 gennaio 2016 | 16 aprile 2017  |
| 12 | Triangles             | Triangoli                | 20 gennaio 2016 | 16 aprile 2017  |
| 13 | Get on the Bus!       | Fermate quel bus         | 21 gennaio 2016 | 17 aprile 2017  |
| 14 | Reality Bites         | Un montaggio creativo    | 22 gennaio 2016 | 17 aprile 2017  |
| 15 | Band Blast Off        | Si va in scena           | 25 gennaio 2016 | 17 aprile 2017  |
| 16 | Staged and Confused   | La finale                | 26 gennaio 2016 | 18 aprile 2017  |
| 17 | Excess Baggage        | Bagaglio in eccedenza    | 27 gennaio 2016 | 18 aprile 2017  |
| 18 | Im-Prom-Tu            | Un ballo in garage       | 28 gennaio 2016 | 18 aprile 2017  |
| 19 | Looking for Trouble   | Guai in vista            | 29 gennaio 2016 | 19 aprile 2017  |
| 20 | Really? It's Over?    | È davvero finita?        | 29 gennaio 2016 | 19 aprile 2017  |